# Thomas King (Boxer)

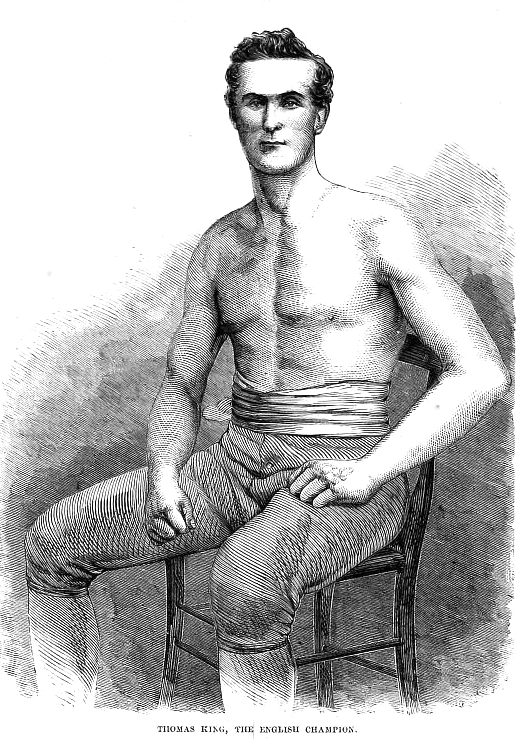
Thomas King (1864)

Thomas King (* 14. August 1835 in London; † 4. Oktober 1888 ebenda) war ein englischer Boxer in der Bare-knuckle-Ära.
King war schlagstark, schnell und hatte für damalige Verhältnisse gute boxerische Fähigkeiten. Er wurde sowohl im Jahre 1977 in die Ring Boxing Hall of Fame als auch im Jahre 1992 in die International Boxing Hall of Fame aufgenommen.
Nachdem King mit dem Boxen aufhörte, wurde er auch im Pferderennen berühmt und verdiente viel Geld damit.